# 浅井未来
浅井 未来（あさい みく、1986年11月15日 - ）は、鹿児島県出身のプロウェイクボードライダーである。血液型はB型。身長154cm。鹿児島市立鴨池中学校卒業。鹿児島実業高等学校通信制卒業。

## 来歴
11歳で競技を始め、その年の13歳以下女子の部で全国優勝。
12歳で年齢無制限の部8位入賞を果たし、史上最年少プロとなる。
2005年にアジアンオープンツアー初優勝を果たし、2008年まで4連覇。2009年は初戦の転倒で6位に終わった事が響き、総合2位。
2008年より芸能事務所ノーリーズンに所属。競技普及の一環としてテレビバラエティ番組出演・グラビアなど芸能活動も開始した。
2012年限りで第一線を退く。
2013年3月入籍。
現在は2児の母。

## 出版物

### 写真集
- MIKU LiFE（2009年8月、ゴマブックス）ISBN 978-4777115105